# Alcofra
Alcofra ist eine portugiesische Gemeinde (Freguesia) im Concelho Vouzela. Sie liegt am westlichen Rand der Serra do Caramulo. 
Im Ort befindet sich ein mittelalterlicher Wehrturm. 

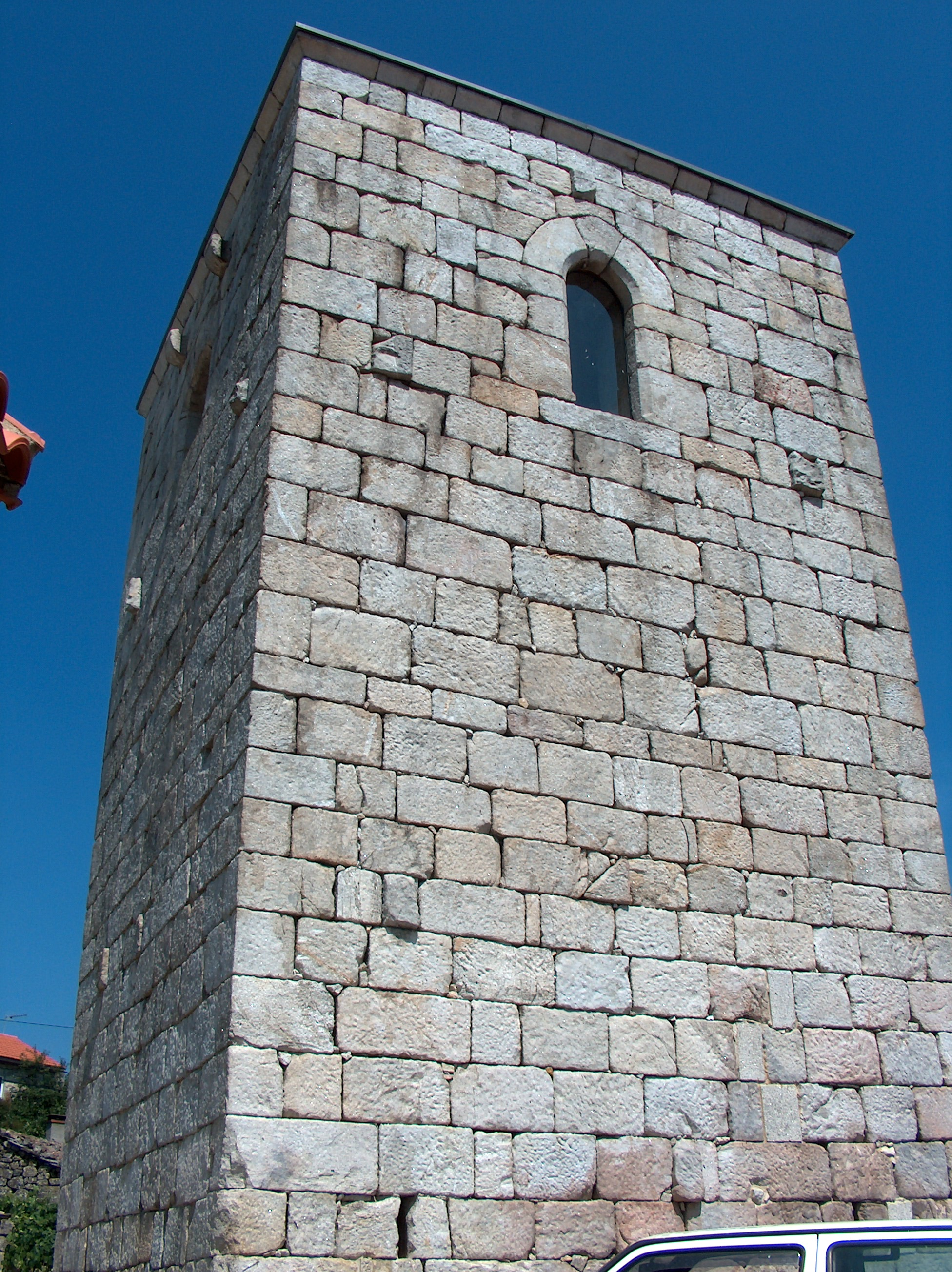
Der Torre de Alcofra